# ۱۷ محرم
۱۷ محرم، هفدهمین روز از ماه محرم در تقویم هجری قمری است.
در تقویم هجری قمری قراردادی این روز هفدهمین روز سال است.